# ビジャ・ソルダーティ踏切事故
ビジャ・ソルダーティ踏切事故（ビジャ・ソルダーティふみきりじこ）は、1962年6月11日の朝にブエノスアイレスのビジャ・ソルダーティで発生した鉄道事故である。濃霧の中で列車がパルケ・アベジャネーダの公園にある幼稚園へレクリエーションに向かう児童を載せた市営のスクールバスと衝突し、42人が死亡、83人が負傷した。

## 事故概要
事故はプレシデンテ・イシャ駅 (Estación Presidente Illia) の近く（現在はラカーラ・ストリートとベラクルスとの交差点近く）にあるベルグラ－ノ南線の踏切で発生した。列車は来ないものと思い込んでいた踏切の係員が、バスの前にいるトラックを通そうと遮断機を開けた直後、踏切へ列車が接近してきた。トラックに次いで踏切に入ったバスは列車と衝突して大破し、一部の破片は列車にひきずられ、事故現場から150ヤード (137m) ほど離れた線路上にあった。多くの救急車や医師がすぐ事故現場に到着し、負傷者は4か所の病院へ搬送された。当初、病院では負傷者数に対して血液や血しょうが不足していたが、献血を求める訴えに1500人が応じた。
この事故により42人が死亡、83人が負傷した。死者はバスの乗客（運転手、女性教師、児童）で、列車の乗員・乗客の中に死傷者はなかった。
事故後、踏切の係員は遮断機を開けてトラックやバスを踏切に侵入させた容疑で逮捕された。列車の機関士や機関助士も逮捕されたが、後に釈放された。
現在、事故現場にはモニュメントが設置されている。